# 敲锅打铁

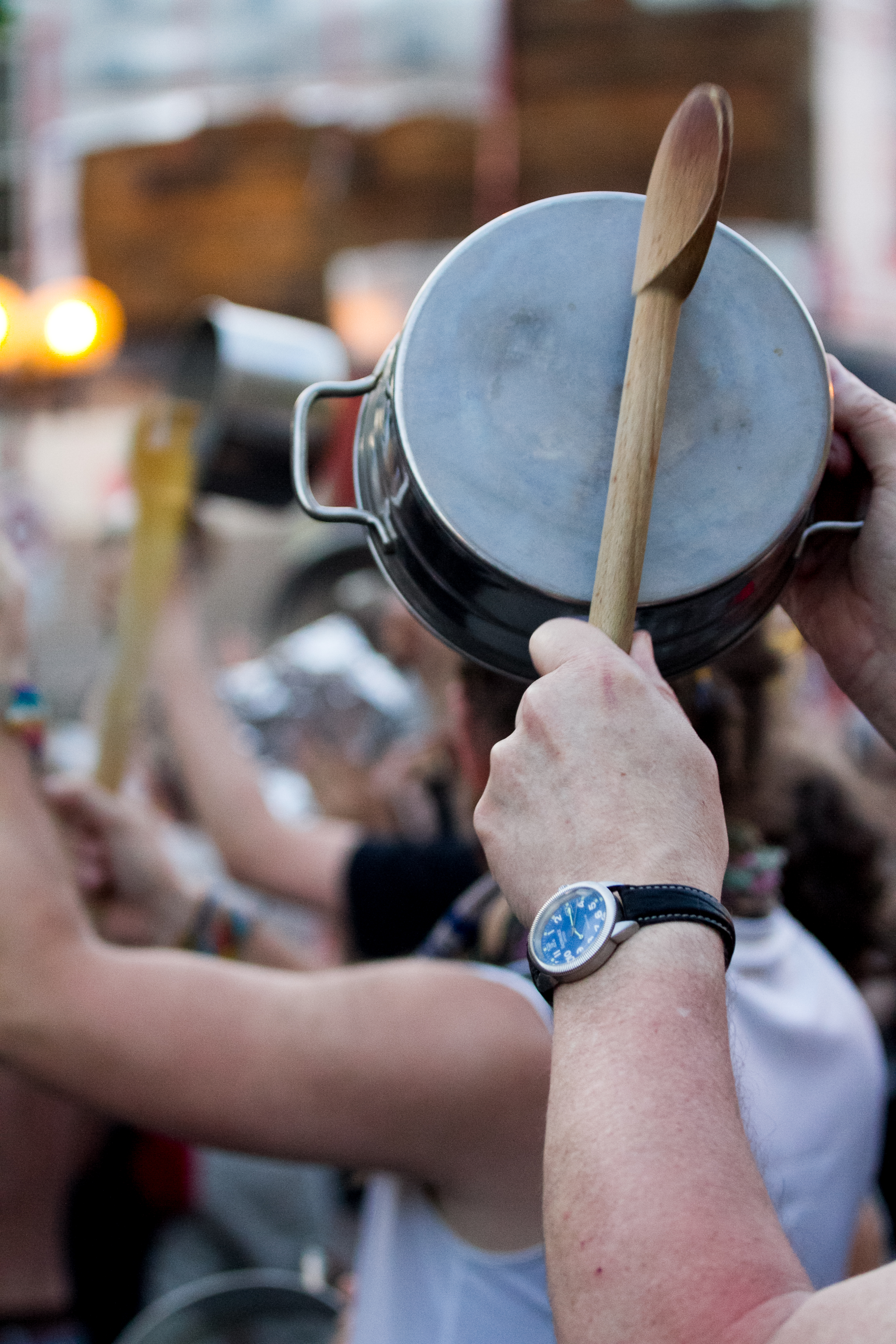
2012年於加拿大魁北克爆發的學生示威上，示威者在現場大力敲打鍋碗。這起肇因於反對省政府調漲大專院校學費的示威，是北美少數有示威者採用「敲鍋打鐵」做法的抗議事件。

敲锅打铁（西班牙語：Cacerolazo），亦称敲锅游行，是一种风靡於拉丁美洲的民间游行。顾名思义，敲锅游行指的是人们携带自己家里的锅和一些其他餐具上街，并通过敲打锅具造大声势，以表示他们对游行目标的不满。敲锅打铁这种游行方式的本质——人人都可以带锅上街——决定了它是一种参与度很高的民间游行。敲锅打铁最早出现于1971年，当时生活在萨尔瓦多·阿连德执政时期的社会主义智利下的智利人想出了这种方法，以宣泄他们对一些普通的生活用品（包括食物）供给不足的不满。
敲锅打铁的西班牙语原词是Cacerolazo，该词源于Cacerola，即西班牙语中「煮锅、炖锅」的意思，加上西语中常见的加强语气的构词后缀-azo，即可以理解为「由锅具引起的大事件」。

## 起源 1971-1973
1971-1973年萨尔瓦多·阿连德执政时期的社会主义智利，是智利史上最激进的政治左翼化时期。阿连德领导的人民团结联盟于1971年当选之后，智利政府开始了国有化土地、铜矿等项目。然而良好的经济势头仅仅被阿连德保持了1年，1972年开始智利遇到了严重的危机。在国内右翼势力的打击和美国粮食禁运的大环境之下，智利国内出现了极高的通货膨胀，最高达到342%。
日常用品短缺，黑市出现。国家的食物补给非常有限，许多人们都无法得到足够的食物。即使有钱，能够获得食物的其他渠道也想对有限。于是这样的政治形势下孕育出了敲锅打铁的游行方式。顾名思义，希望政府给自己的锅裡添上粮食。然后如同许多的民间习俗，该游行的形式得到了广泛的传播和应用。在阿连德政府被皮诺切特将军兵变取代之后，本意抗议食物供给不足的敲锅示威仍然延续了下来，时至今日更被用于各种不同目的的政治游行，不再仅仅局限于其被创建时的历史条件和目的。

## 阿根廷 2001-2002、2008
2001年的阿根廷遭遇了较严重的经济问题，国内群众对政府失败的救市方案和日益恶化的经济形势失望至极，纷纷上街敲锅打铁抗议。
2008年的阿根廷敲锅游行则与当时的阿根廷国内农产品大罢工有关。总统克里斯蒂娜·费尔南德斯·德基什内尔推行的部分农产品出口禁令，迫使许多农民走上街头敲锅打铁。

## 智利 2011
2011年中旬开始的智利学生游行，已经成为了智利史上持续最久的学生运动之一。在拉美越来越多的国家拥有了免费的公共教育之后，智利的中学生和大学生日益感受到自己为中等和高等教育所支付的费用过高。该学生运动有两个主要目标：1.免费公共教育，或至少由国家支付教育的大部分费用；2.提高中高等教育的质量。
2011年8月4日智利首都圣地亚哥见证了几次发生在市中心的游行（改日的游行由于没有被政府批准同意）。持续几天的漫天的〔〔催泪瓦斯〕〕以及与政府毫无进场的谈判使许多人失去了耐心，学生们情绪非常激动并导致出现了小范围的警民冲突。同日当地时间21:00，智利大街小巷都響起敲锅打铁的声音。正如事先约好的一样，支持学生运动和反对政府镇压的智利民众使用了他们最擅长的方式表达了自己的观点。此次敲锅打铁在各个街区都延续了至少1个小时。